# Frederic Rzewski
Frederic Rzewski (født 13. april 1938, død 26. juni 2021) var en amerikansk komponist og pianist. 
Et voksende politisk engagement førte til, at han fra 1970'erne og fremefter i stigende grad inddrog folkemusikalsk materiale, og hans musik blev mere direkte og kommunikerende. 
Hans mest kendte værk er klavervariationerne over den chilenske revolutionssang "El pueblo unido jamás será vencido".